# Natura 2000-område nr. 136 Roskilde Fjord og Jægerspris Nordskov
Natura 2000-område nr. 136 Roskilde Fjord og Jægerspris Nordskov  omfatter det meste af Roskilde Fjord og områder ud til den. Natura 2000-området består af habitatområderne H120 (Roskilde Fjord) og H199 (Kongens Lyng) , og fuglebeskyttelsesområderne F105 (Roskilde Fjord) og F107 (Jægerspris Nordskov), har et areal på 14.810 hektar og det meste af området (71%) er marint og 133 ha er statsejet og en stor del er del af Nationalpark Skjoldungernes Land.

## Områdebeskrivelse
Roskilde Fjord er en brakvandsfjord, med lavvandede bugter og vige samt vadeflader, sandbanker og laguner. Den lavvandede fjord og dens små øer og holme er et af Danmarks vigtigste yngleområder for vandfugle. Af ynglende fugle fra områdets udpegningsgrundlag kan nævnes klyde, fjordterne og havterne. I Jægerspris Nordskov yngler fuglearterne hvepsevåge, sortspætte og rødrygget tornskade, som alle er på udpegningsgrundlaget. På land findes forekomster af en række naturtyper, som i kraft af deres størrelse eller rige flora er af regional eller national betydning. Dette gælder i høj grad de store sammenhængende strandengsarealer langs fjorden, kalkrige søer og vandhuller med kransnålalger, rigkær med f.eks. den truede (rødlistede) mygblomst (og som levested forskæv vindelsnegl), særligt prioriterede kalkoverdrev med vigtige orkidébestande samt fattigkæret med hængesæk i Kongens Lyng i Nordskoven. De vigtigste skovnaturtyper i området er elle- og askeskov, bøg på muld samt ege-blandskov.
Natura 2000-området ligger i Halsnæs, Frederikssund, Roskilde og Lejre Kommuner i Vandområdedistrikt II Sjælland i vandplanopland 2.2 Isefjord og Roskilde Fjord

## Fredninger
En stor del af Roskilde Fjord er udlagt som natur-og vildtreservat og området omfatter en del større og mindre fredede arealer, bl.a. Bognæs, Boserup Skov og Kattingesøerne,  Eskilsø, Selsø Sø, Skuldelev Ås, Lille Rørbæk samt en omkring 10 km lang strækning af strandengene og skovkanten langs Jægerspris Nordskov 

## Eksterne kilder og henvisninger
1. ↑  "Vandplan 2.2 Isefjord og Roskilde Fjord" (PDF). Arkiveret fra originalen (PDF) 12. august 2018. Hentet 30. maj 2019.
2. ↑  Roskilde Fjord Vildtreservat Arkiveret 21. februar 2021 hos  Wayback Machine på mst.dk
3. ↑  Bognæsfredningen på fredninger.dk
4. ↑  Fredningen af Boserup Skov og Kattingesøerne på fredninger.dk
5. ↑  Roskilde Fjords øer og holme på fredninger.dk
6. ↑  Fredningen omkring Selsø Sø på fredninger.dk
7. ↑  Skuldelev Ås på fredninger.dk
8. ↑  Lille Rørbæk på fredninger.dk
9. ↑  Jægerspris Nordskov på fredninger.dk

- Kort over området på miljoegis.mim.dk
- Naturplanen Arkiveret 11. september 2018 hos  Wayback Machine
- Basisanalysen 2016-21 Arkiveret 29. maj 2019 hos  Wayback Machine